# Callitris juniperoides
Callitris juniperoides är en cypressväxtart som först beskrevs av Carl von Linné, och fick sitt nu gällande namn av Théophile Alexis Durand och Schinz. Callitris juniperoides ingår i släktet Callitris och familjen cypressväxter. Inga underarter finns listade i Catalogue of Life.